# Ла Стационе (Перуђа)
Ла Стационе је насеље у Италији у округу Перуђа, региону Умбрија.
Према процени из 2011. у насељу је живело 21 становника. Насеље се налази на надморској висини од 476 м.